# Heinrich von Kleist
Heinrich Wilhelm von Kleist (Fráncfort del Óder, Brandeburgo; 18 de octubre de 1777-Berlín; 21 de noviembre de 1811) fue un poeta, dramaturgo y novelista alemán, considerado uno de los principales escritores dramáticos del llamado romanticismo alemán y de toda la literatura alemana.
Sin embargo, no gozó de predicamento en vida, y hubo que esperar hasta el siglo XX para que se reconociese su papel destacado y sus obras pasasen a convertirse en una pieza del repertorio clásico alemán.

## Biografía
Heinrich von Kleist nació el 18 de octubre de 1777 en la ciudad de Fráncfort del Óder, cuando dicha localidad formaba parte del Reino de Prusia, en el seno de una familia perteneciente a la casta militar prusiana.
Efectuó sus estudios en su propia localidad natal, para posteriormente entrar en el ejército prusiano en 1792, en pleno apogeo de las Guerras Revolucionarias Francesas. En su calidad de militar prusiano, tomó parte en diversas acciones bélicas durante ese tiempo, como por ejemplo el Sitio de Maguncia en 1793 o el Bloqueo de Maguncia en 1794-1795.
Después de abandonar el ejército tras las derrotas sufridas por Prusia durante las Guerras Napoleónicas, se dedicó a viajar por Europa con la finalidad de ampliar su formación, a la vez que se lanzó a escribir novelas y dramas teatrales (sin que por cierto viese estrenado ninguno a lo largo de su vida), fundando igualmente diversas revistas de carácter literario, siendo todas ellas de vida efímera. Por otro lado, estudió Derecho y Filosofía en Fráncfort del Óder.
Apareciendo como sospechoso de espionaje a los ojos de los franceses, que debían enfrentarse a una creciente oposición en los territorios que mantenían bajo ocupación en la actual Alemania, fue encarcelado por estos en 1807 en el castillo de Joux, en el departamento francés del Doubs, para ser liberado al cabo de pocos meses.
En cualquier caso, Heinrich von Kleist mantuvo un ideario propio del nacionalismo alemán de principios del siglo XIX. Quedando impresionado por la resistencia de la ciudad de Zaragoza en 1808 ante el Ejército francés de Napoleón I (los Sitios de Zaragoza) llegó a componer un poema en homenaje al general José de Palafox y Melci, héroe de la defensa de la ciudad.
En 1810, acuciado por sus necesidades económicas y deseoso de hacer propaganda en contra de Francia, Heinrich von Kleist fundó un diario en Berlín, el Berliner Abendblätter, fuertemente crítico con el ocupante francés, que se vio obligado a cerrar el año siguiente, precisamente con motivo de haberse hecho eco de la mala marcha de las operaciones francesas en España.
Tras constatar el fracaso de la que sería su última obra, El príncipe de Homburg, Heinrich von Kleist se suicidó el 21 de noviembre de 1811 en la isla de Pfaueninsel, a orillas del lago de Wannsee, en las cercanías de Potsdam, a las afueras de Berlín. Le acompañó en el suicidio su compañera y musa inspiradora Adolfine Vogel, a la que von Kleist llamaba Henriette Vogel. Heinrich von Kleist disparó con una pistola en contra de Adolfine-Henriette, enferma de un cáncer en fase avanzada, para después dirigir el arma contra sí mismo.

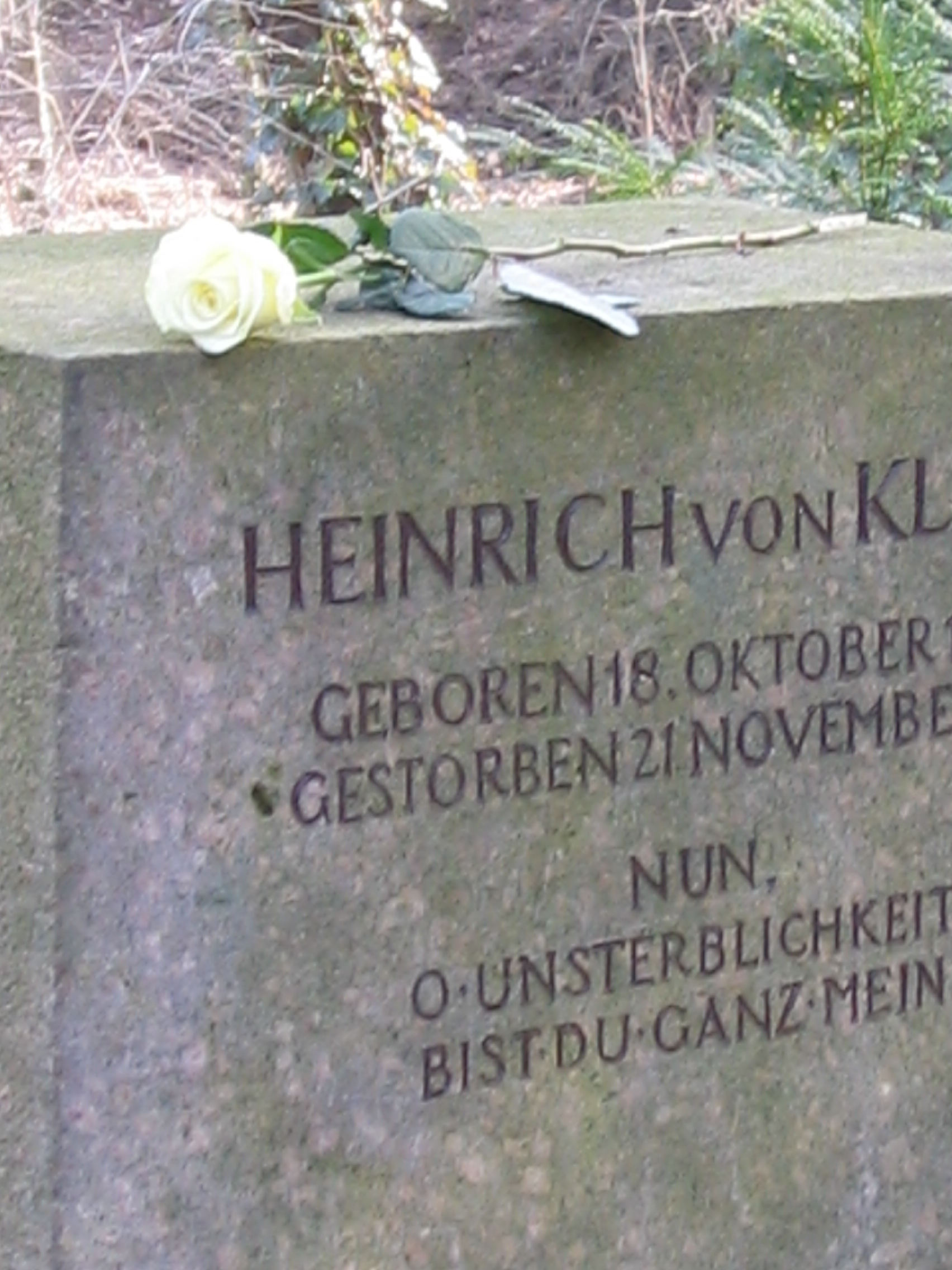
Tumba de Heinrich von Kleist, en la que aparece como epitafio un verso extraído de su obra El príncipe de Homburg.

Sobre su tumba, como epitafio, aparece inscrito un verso extraído de su obra El príncipe de Homburg: 

Nun, o Unsterblichkeit, bist du ganz mein.
Ahora, ¡oh inmortalidad!, eres toda mía.

## Obra
Heinrich von Kleist es tal vez uno de los escasos escritores del Romanticismo que tradujo a la acción el ideario que inspiraba a los románticos. Su único objetivo, tanto en su vida pública literaria como en la privada, era la búsqueda del Absoluto. El último testimonio de ello fue precisamente su suicidio compartido con su compañera Henriette Vogel, a la edad de 34 años, y tras una cuidada y minuciosa preparación, a orillas del lago Wannsee en las afueras de Berlín. Tras el suicidio, cobró relevancia su obra Pentesilea, una tragedia de tema grecolatino en la que asociaba el vértigo amoroso a la propia muerte.
Su obra, que se muestra como la de un autor de transición desde el clasicismo, fue escasa, si bien de suma importancia para el romanticismo alemán. Sin embargo, en su tiempo sus obras fueron recibidas por la crítica y el público con una general incomprensión. Su caótica existencia, compuesta a medias por la pasión y por una extrema decepción (Tarde o temprano tendré que partir, ese es mi destino), es tan trágica como la mayor parte de sus propios textos literarios.

### Dramas
- La familia Schroffenstein (Tragedia), escrita en 1802, publicada de forma anónima a principios de 1803, se estrenó el 9 de enero de 1804 en Graz.
- El cántaro roto (Comedia), escrita entre 1803-1806, se estrenó el 2 de marzo de 1808 en el Hoftheater de Weimar.
- Anfitrión (Tragicomedia), publicado en 1807.
- Pentesilea (Tragedia), escrita en 1807, publicada en 1808, se estrenó en mayo de 1876 en el Royal Playhouse de Berlín.
- Catalina de Heilbronn o la prueba de fuego (Drama o "gran obra histórica de caballeros"), escrito entre 1807 y 1808, apareció en Phöbus en 1808 y se estrenó el 17 de marzo de 1810 en el Theater an der Wien de Viena.
- Die Hermannsschlacht (Drama), escrito en 1808 y publicado en 1821.
- El Príncipe de Homburgo (Drama), escrito entre 1809-1811 y con estreno mundial el 3 de octubre de 1821 como La batalla de Fehrbellin en el Burgtheater de Viena.

### Narrativa
- Michael Kohlhaas . De una antigua crónica (Novela corta), publicada en parte en 1808 en Phöbus.
- La marquesa de O.... (Novela corta), publicada en febrero de 1808 en Phöbus.
- El terremoto en Chile (Novela corta), publicado bajo el título original Jerónimo y Josephe en 1807.
- El compromiso en Santo Domingo (Novela), publicado del 25 de marzo al 5 de abril de 1811 en Der Freimüthige.
- La mendiga de Locarno (Cuento), publicada el 11 de octubre de 1810 en Berliner Abendblättern.
- El canto rodado (Novela corta), publicado en 1811.
- Santa Cecilia o el poder de la música . Una leyenda (Novela corta), publicada en noviembre de 1810 en el Berliner Abendblättern.
- El duelo (Novela corta) , publicado en 1811.
- Anécdotas, publicadas en 1810-1811 en el Berliner Abendblättern, incluida las anécdotas de las últimas guerras prusianas.

### Escritos teóricos
- Catecismo de los alemanes, 1809.
- Sobre el teatro de marionetas, publicado en diciembre de 1810 en el Berliner Abendblättern.
- Sobre el pensamiento gradual al hablar, publicado póstumamente en 1878.